# Preliguilla Libertadores (Chile)
La Preliguilla Copa Libertadores o Pre-Liguilla fue la fase previa de la liguilla Pre-Libertadores, cuyo objetivo era obtener los clasificados a la Liguilla Prelibertadores. La Preliguilla se estructuró con llaves que ofrecían más de un ganador por edición.

## Resultados

### Preliguilla Libertadores 1991
| Antofagasta         | Cobreloa             | 0-0 | 3-1 | 3-1 |
| Deportes Concepción | Fernández Vial       | 1-0 | 2-2 | 3-2 |
| O'Higgins           | Universidad Católica | 1-0 | 1-1 | 2-1 |

El cuarto integrante de la Liguilla Pre-Libertadores fue Universidad Católica por su ubicación en la tabla de Primera División 1991.

### Pre-Liguilla Libertadores 1992
| Antofagasta    | Colo-Colo            | 0-3 | 1-1 | 1-4 |
| Unión Española | Universidad de Chile | 0-1 | 4-1 | 4-2 |
| O'Higgins      | Universidad Católica | 3-6 | 1-0 | 4-6 |

El cuarto integrante de la Liguilla Pre-Libertadores fue 
Universidad de Chile por su ubicación en la tabla de Primera División 1992.

### Preliguilla Libertadores 1993
| Deportes Temuco      | Universidad Católica | 1-1 | 1-0 | 2-1 |
| Universidad de Chile | Unión Española       | 3-0 | 0-1 | 3-1 |
| Cobreloa             | O'Higgins            | 1-2 | 3-1 | 4-3 |

El cuarto integrante de la Liguilla Pre-Libertadores fue 
Unión Española porque superaba en la tabla de Primera División 1993 a O'Higgins.

## Palmarés
| Año  | Ganador                                              |
| 1991 | Deportes Antofagasta, Deportes Concepción, O'Higgins |
| 1992 | Colo-Colo, Unión Española, Universidad Católica      |
| 1993 | Deportes Temuco, Universidad de Chile, Cobreloa      |

### Palmarés por equipo
| Institución          | Participaciones | Ganador | Temporadas |
| O'Higgins            | 3               | 1       | 1991       |
| Universidad Católica | 3               | 1       | 1992       |
| Deportes Antofagasta | 2               | 1       | 1991       |
| Unión Española       | 2               | 1       | 1992       |
| Universidad de Chile | 2               | 1       | 1993       |
| Cobreloa             | 2               | 1       | 1993       |
| Deportes Concepción  | 1               | 1       | 1991       |
| Colo-Colo            | 1               | 1       | 1992       |
| Deportes Temuco      | 1               | 1       | 1993       |